# В'язання гачком
В'язання гачком (англійська вимова: [kroʊˈʃeɪ]; фр.: [kʁɔʃɛ]) — процес створення текстилю, використовуючи гачок для в'язання, щоб з'єднати петлі пряжі, нитки або нитки з інших матеріалів. Гачки можуть бути виготовлені з різних матеріалів, таких як метал, дерево, бамбук або пластик. Ключова відмінність між в'язанням гачком і в'язанням, крім матеріалу, що використовуються для їх виготовлення, полягає в тому, що кожен стібок в'язання гачком завершується до початку наступного, і спиця тримає багато стібків одночасно. Деякі варіанти форми в'язання гачком, такі як туніське в'язання гачком і мереживо, не дозволяють одночасно тримати відкритими кілька швів.

## Опис

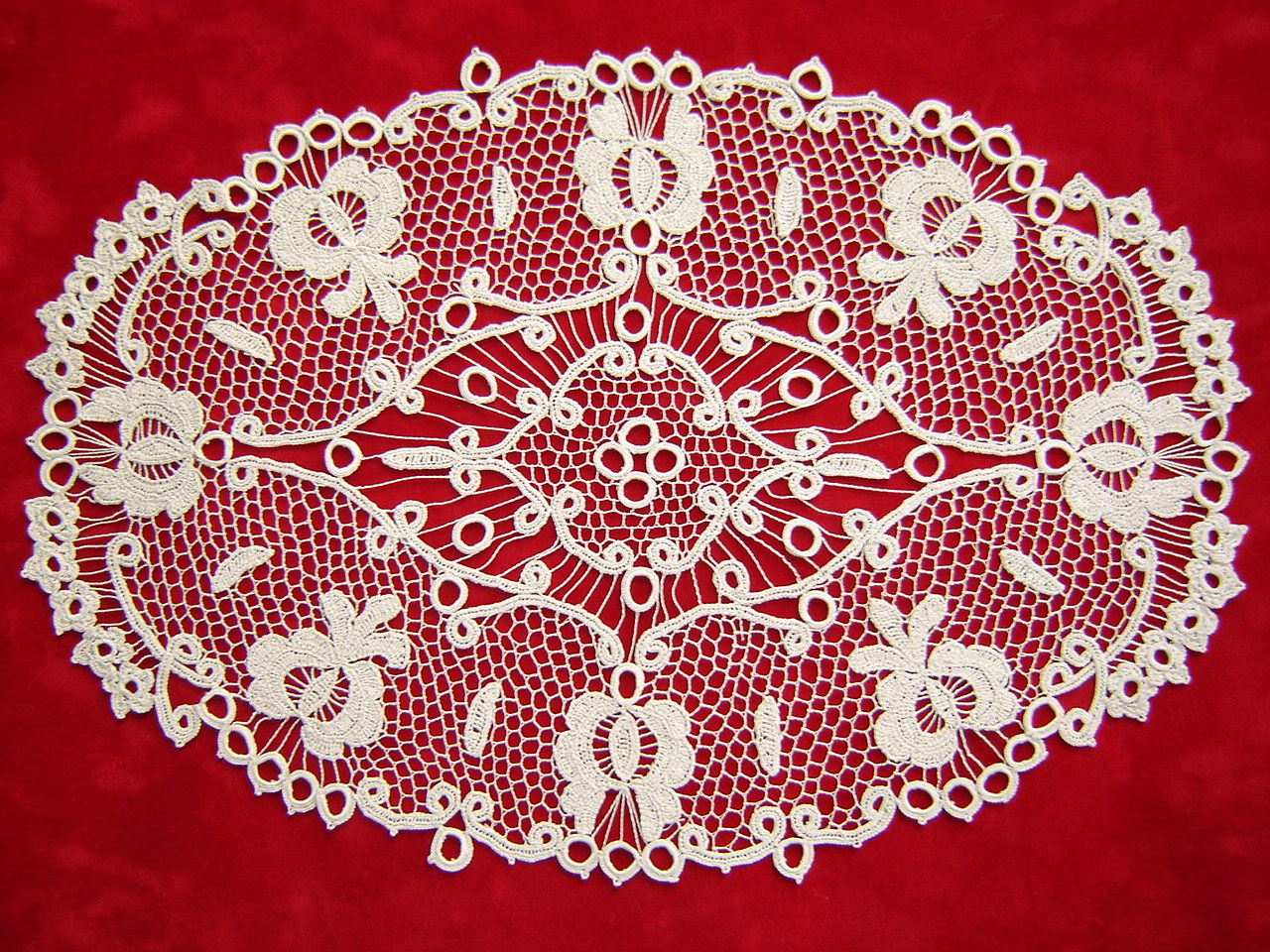
В'язана декоративна серветка

В'язання гачком підрозділяється на такі види: просто в'язання з підтримкою короткого гачка, туніське в'язання довгим крючком, вилочне, із застосуванням гачка і спеціальної вилки (шалевої скоби), гіпюр або ірландське (брюссельське) мережево, де окремі мотиви, зв'язані гачком, з'єднуються у єдиний виріб.
Існує два способи в'язання: плоске і кругове. У простому в'язанні крючком при плоскому в'язанні можливо створити переміщення вперше і назад (з поворотом у кожного косатого ряду і вив'язуванням петель повороту) — при такому в'язанні, що міститься у вивиорітному боці, або лише вперше, з обривом і за зміцненням у своєму бажаному ряду. У круговому в'язанні виробів в'яжеться або циліндрична форма (без шва), або кругова.
При в'язанні гачком робочу нитку притримують більшим і вказівним пальцями лівої руки. Гачок тримають правою рукою великим і вказівним пальцями з опорою на третій палець. Нитку накидають на гачок, простромлений у вільну петлю і витягають крізь неї.